# Scopula parumnotata
Scopula parumnotata là một loài bướm đêm trong họ Geometridae.